# Борисенко Володимир Йосипович
Борисенко Володимир Йосипович (1942, с. Федунка, Полтавська область) — український історик.

## Життєпис
Випускник історичного факультету Київського державного університету імені Тараса Шевченка.
Кандидат (1976), доктор (1990) історичних наук, професор (1992).
З 1990 р. — доктор історичних наук, професор/завідувач кафедри історії України Національного педагогічного університету ім. М. П. Драгоманова).
За вагомий внесок в дослідженні історії України обраний академіком Української академії історичних наук.[джерело?]

## Наукова діяльність
Є керівником наукової школи «Соціально-національні проблеми історії України другої половини XVII — початку XX ст.». Науковий консультант і керівник понад 30 дисертацій, з них 6 — докторських і 25 — кандидатських. Виступив опонентом по кількох десятках докторських і кандидатських дисертаціях.
Організатор і завідувач першої в педагогічних вузах незалежної України кафедри історії України. Засновник і голова першої в незалежній Україні Спеціалізованої ради по захисту кандидатських дисертацій зі спеціальності методика навчання історії. Член кількох Спеціалізованих рад по захисту докторських і кандидатських дисертацій з історії України та всесвітньої історії.
Виступив ініціатором, безпосереднім виконавцем та керівником таких науково-суспільних проектів: визначення ролі демократичних сил у розвитку народної освіти в Україні другої половини XIX ст.; перегляду консервативних положень радянської історичної науки про Визвольну війну українського народу XVII ст.; спільно з В. А. Смолієм спростував положення про зміст та хронологічні рамки війни 1648—1654 р.; спільно з В. А. Смолієм замість визначення «Визвольна війна» обґрунтував та увів у наукову практику ідею про Національну революцію в Україні XVII ст.; став ініціатором і керівником розробки проблеми «Українсько-московитська війна 1658—1659 рр.»; вперше в історичній науці відійшов від традиційного зображення українсько-татарських відносин тільки як ворожих, при цьому комплексно довів тяглість і добросусідських, насамперед воєнних відносин між обома народами; реалізував колективний проект дослідження українсько-російських відносин у другій половині XVII ст. з нових науково-методичних позицій; започаткував і реалізував дослідження проблеми ролі учителів і учнівської молоді у суспільно-національному житті України другої половини XIX — початку XX ст.; ініціював наукову розробку проблеми співвідношення освіти і націотворення в Україні 20 — 30-х років XX ст.; розробив концепцію безперервного розвитку українського народу і його державності.
Під керівництвом професора сформувалася плеяда вчителів, викладачів, науковців і суспільно-політичних діячів з новим баченням місця України в європейській історії.
Багаторічний відповідальний редактор «Наукових записок» і «Наукового часопису НПУ ім. М. П. Драгованова». — Серія 6. — Історичні науки. Член редколегій багатьох монографічних і провідних періодичних видань.

## Основні праці
- Нариси історії України. — К., 1993.
- Україна козацька. — К., 1993.
- Еволюція соціальної структури Гетьманщини. — К., 1997. [Архівовано 4 березня 2016 у Wayback Machine.]
- Курс української історії. — К., 1996, 1998. [Архівовано 4 жовтня 2013 у Wayback Machine.]
- Соціально-економічний розвиток Лівобережної України в другій половині VII ст. — К., 1998. [Архівовано 5 жовтня 2013 у Wayback Machine.]
- Історія України в літературно-художніх образах. — К., 2000.
- Культурно-освітня діяльність громадськості Лівобережної України в 1825—1860 рр. — К., 2002 (у співавт. з І. М. Левченко).
- Суспільно-політична діяльність учителів і учнівської молоді України в 1900 — першій половині 1907 рр. — К., 2002 (у співавт. з Г. А. Непорожня).
- Еволюція українсько-російських відносин у другій половині XVII ст. — К., 2006.
- Навчально-методичний комплекс фахової підготовки бакалаврів, спеціалістів та магістрів за спеціальностями 6.03.03.00, 7.03.03.00, 8.03.03.00 «Історія України». — К., 2009. (науковий редактор)
- Державотворчі та національно-духовні процеси в Україні першої половини XVII ст.: Навчальний посібник. — К., 2010.
- Боротьба демократичних сил за народну освіту в Україні 60 — 90-х років XIX ст. (видання друге). — К., 2011.
- Теоретична спадщина Михайла Драгоманова в сучасних вимірах. — К. 2011. (головний редактор) [Архівовано 4 жовтня 2013 у Wayback Machine.]
- Національна освіта і формування української модерної нації у 1921—1934 роках: європейські тенденції та радянські реалії.;- К., 2012. [Архівовано 4 березня 2016 у Wayback Machine.]
- Українські землі до Аскольдового хрещення: [навч.-попул. нарис] — Київ: Вид-во НПУ ім. М. П. Драгоманова, 2017. — 159 с. ISBN 978-966-931-140-5

## Нагороди
- Медаль «В пам'ять 1500-річчя Києва»
- Почесне звання «Заслужений діяч науки і техніки України»
- Почесна грамота Верховної Ради України
- Знак «Відмінник освіти України», знак «Василь Сухомлинський», знак «За наукові досягнення» Міністерства освіти і науки України.
- Почесна грамота Міністерства освіти і науки України
- Почесна грамота Київської міської адміністрації
- Диплом переможця рейтингу «Найкращий викладач 2007—2008 н.р. Інституту історичної освіти НПУ ім. М. П. Драгоманова, диплом „Найкращий професор 2007—2008 н.р.“.
- Велика Золота медаль НПУ ім. М. П. Драгоманова „Михайло Петрович Драгоманов 1841—1895 рр.“ (за значний внесок у підготовку педагогічних кадрів)
- Диплом І ступеня та грошова премія за монографію „Еволюція українсько-російських відносин другої половини XVII ст.“.
- Звання „Почесний професор ПХДПУ імені Г. С. Сковороди“.
- Почесна відзнака Переяслав-Хмельницького державного педагогічного університету імені Григорія Сковороди.
- Ордени Святого Рівноапостольного князя Володимира Великого третього ступеня, Святих Кирила і Мефодія та Святого Миколи Чудотворця (Українська православна церква Київського патріархату).

## Критика
У березні 2016 року історик, проф. Вадим Ададуров виявив ознаки плагіату власної монографії в тексті дисертації Володимира Стеценка, виконаної під керівництвом Володимира Борисенка. У статті на порталі „Historians“ професор В. Ададуров висловив сумніви в якості керівництва Борисенком вказаною дисертаційною роботою. Український католицький університет, де працює проф. В. Ададуров, виступив із заявою про неприпустимість плагіату в науковій роботі Стеценка.
»01 липня 2016 року затверджено рішення Атестаційної колегії Міністерства освіти і науки України про присвоєння вчених звань і  присудження наукових ступенів від 1 липня 2016 року.
Скасовано:
Рішення спеціалізованої вченої ради Д 27.053.01 ДВНЗ «Переяслав-Хмельницький державний педагогічний університет імені Григорія Сковороди» від 26 лютого 2015 року, протокол № 3,  про присудження наукового ступеня кандидата історичних наук зі спеціальності 07.00.01 «Історія України» та відмовити у видачі диплома кандидата історичних наук Стеценку Володимиру на підставі висновку".